# Georges Soria
Pour les articles homonymes, voir Soria (homonymie).
Georges Soria, né le 24 septembre 1914 à Tunis et mort le 9 octobre 1991 dans le Paris 16e, est un historien, journaliste et auteur dramatique français.

## Biographie
Georges Soria est envoyé en Espagne en 1936 par le mensuel communiste Regards. Il a pour mission de suivre les jeux Olympiques populaires de Barcelone. 
Durant la guerre civile espagnole, il est correspondant de L'Humanité (l'organe officiel du Parti communiste français) en Espagne. Durant cette période, selon les mots de l'historien Jean-Jacques Marie, il rédige « des articles hystériques dénonçant les trotskystes "agents de Hitler et de Franco" », ainsi son article du 20 juin 1937 intitulé « Le trotskysme au service de Hitler ». D'une manière générale, il participe à la propagande stalinienne anti-POUM, un mouvement communiste espagnol indépendant. Il est alors proche de Mikhaïl Koltsov, journaliste de la Pravda considéré comme l'un des responsables des massacres de Paracuellos qui voient l'assassinat de plusieurs milliers de prisonniers politiques par des membres du camp républicain et d'Alexandre Orlov, représentant du NKVD en Espagne.
Le nom de Georges Soria est par ailleurs associé à un ouvrage livrant les preuves falsifiées du procès intenté au POUM, L'Espionnage en Espagne. Cette compilation de circulaires de la Guépéou était censée démontrer que le POUM formait un groupe d'espions opérant via Léon Trotski avec les états-majors italiens (fascistes) et allemands (nazis).
Le 7 mars 1941, il épouse à Moscou Julia Rodriguez, une Espagnole, qui selon Frédéric Charpier avait offert ses services à la Guépéou, la police d'État de l'Union soviétique, pendant la guerre civile espagnole.
Durant la guerre froide, Georges Soria est fiché par le contre-espionnage français, car il est alors mensuellement rétribué par le gouvernement polonais pour « la propagande effectuée dans ses écrits en faveur du communisme », mais également en raison de ses liens avec Lai Ming Sou, dirigeante d'une société d'import import-export, liée à la légation chinoise de Berne, considérée comme l'une plate-forme de l'espionnage chinois en Europe.
Nommé docteur ès lettres et sciences humaines "sur travaux", Georges Soria se tourne plus particulièrement vers l’histoire des révolutions. On lui doit des sommes telles que sa Grande histoire de la Commune (en 5 volumes, 1970), Guerre et révolution en Espagne (en 5 volumes, 1975-1977) ou La Grande Histoire de la Révolution française (en 9 volumes, 1987-1988), ainsi que des ouvrages comme Les 300 Jours de la Révolution russe ou Le Grand Défi URSS-USA.
Par ailleurs, il écrit des adaptations théâtrales d’ouvrages d’histoire et travaille notamment en collaboration avec Alain Decaux et Robert Hossein sur Danton et Robespierre, Notre-Dame de Paris et Le Cuirassé Potemkine.
En 1953, Georges Soria fonde, avec Louis Aragon et Jean Lurçat, l'Agence littéraire et artistique parisienne, dont il devient le directeur.
On lui doit également un roman d'anticipation publié en 1976 aux éditions Denoël dans la collection Présence du futur : La Grande quincaillerie.
Enfin, il est aussi l'auteur de traductions en français d’après le russe et le portugais brésilien.

## Publications

### Ouvrages historiques
- 1938 : Trotskyism in the service of Franco : facts and documents on the activities of POUM, Londres, Lawrence and Wishart.
- 1967 : Le Grand Défi URSS-USA, Encyclopédie comparée sous la direction de Marc Saporta et Georges Soria, Éditions Robert Laffont, Paris.
- 1967 : Les 300 Jours de la Révolution russe, Éditions Robert Laffont, collection L'Histoire que nous vivons, Paris.
- 1970/71 : Grande histoire de la Commune, Éditions Robert Laffont et le Livre Club Diderot, Paris (5 tomes).
  - Tome 1: Les origines
  - Tome 2: Les protagonistes
  - Tome 3: Une révolution française
  - Tome 4: La guerre civile
  - Tome 5: Les lendemains
- 1975-1977 : Guerre et révolution en Espagne 1936-1939, Éditions Robert Laffont et le Livre Club Diderot, Paris.
- 1987-1988 : La Grande Histoire de la Révolution française, Bordas, Paris.

### Poésie
- 1945 : Poèmes de l'âge terrible, Editions de Langues étrangères, Moscou.

### Roman
- 1976 : La grande quincaillerie, Editions Denoël, Présence du futur, Paris.

## Théâtre
- 1954 : La Peur, m. en s. de Tania Balachova, Théâtre Monceau
- 1956 : L’Orgueil et la Nuée, m. en s. de Pierre Valde
- 1958 : L'Étrangère dans l'île, m. en s. de Jean Négroni
- 1962 : Les Témoins, m. en s. de Roger Mollien
- 1963 : Les Passions contraires, m. en s. de Georges Vitaly
- 1978 : Notre-Dame de Paris, adaptation en collaboration avec Alain Decaux, m. en s. de Robert Hossein
- 1979 : Danton et Robespierre, adaptation en collaboration avec Alain Decaux, m. en s. de Robert Hossein
- 1988 : La Liberté ou la Mort, adaptation en collaboration avec Alain Decaux, m. en s. de Robert Hossei